# Hymenocallis littoralis
Hymenocallis littoralis (Jacq.) Salisb. è una pianta della famiglia delle Amaryllidaceae.

## Descrizione

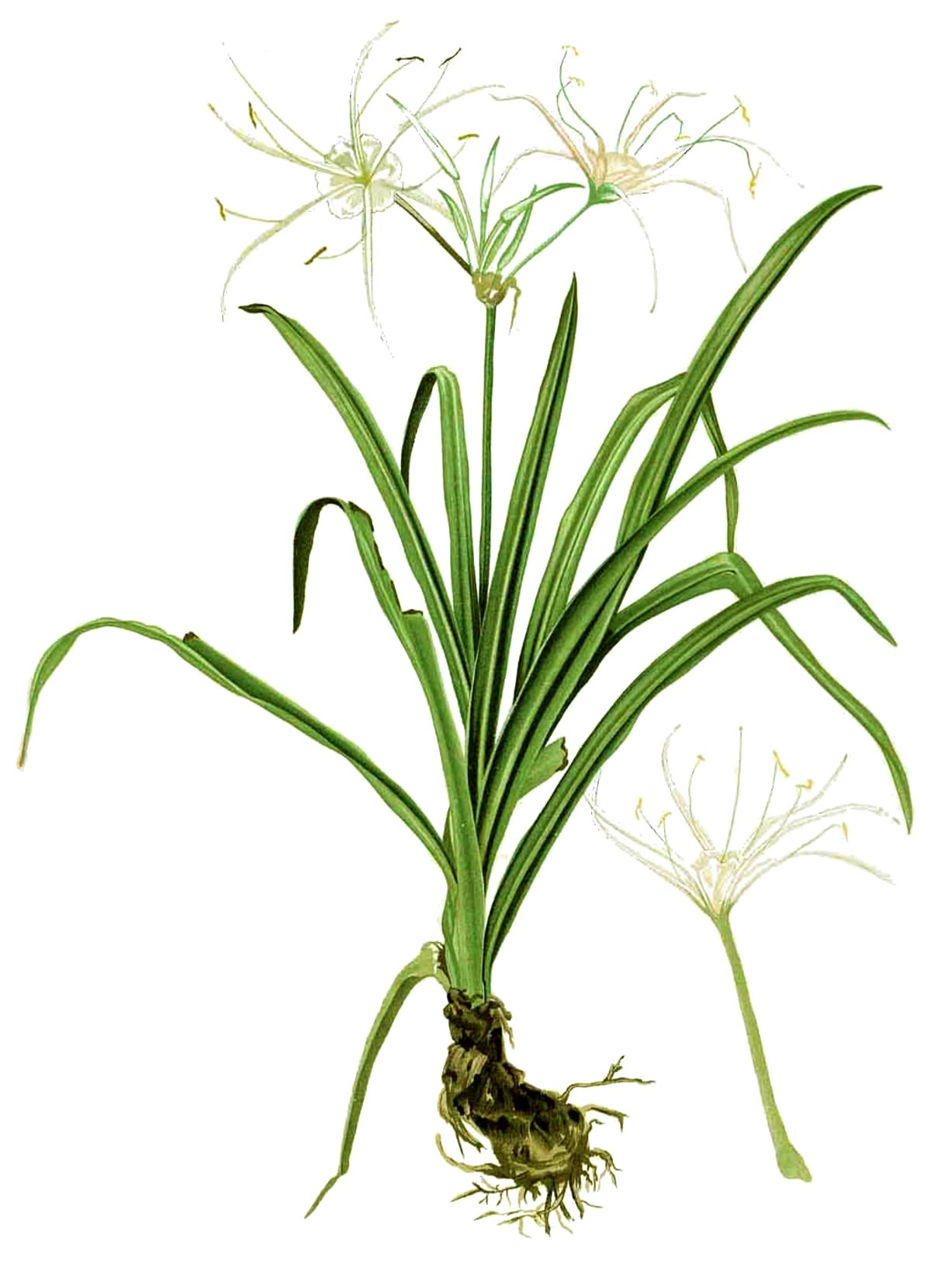

È una pianta erbacea perenne, geofita bulbosa, con foglie carnose, lanceolate, lunghe sino a 1 m e larghe sino a 6,5 cm, e steli florali lunghi sino a 60 cm.
I fiori, bianchi e intensamente profumati, sono raccolti in infiorescenze ad ombrella; i sei tepali del perigonio, lunghi e sottili, conferiscono al fiore un aspetto molto particolare. L'ovario è infero, il frutto è una capsula, i semi sono verdi e carnosi.

## Distribuzione e habitat
Hymenocallis littoralis è originaria della ecozona neotropicale (Messico, America centrale, Colombia, Venezuela, e parte settentrionale di Perù e Brasile).
Introdotta come pianta ornamentale, si è naturalizzata in numerosi altri paesi tra cui Ecuador, Guyana francese, Suriname, Capo Verde, Gambia, Guinea-Bissau, Guinea Equatoriale, Guinea, Repubblica Centrafricana, São Tomé e Príncipe, Repubblica Democratica del Congo, Angola, Zambia, isole Chagos, Mauritius, Seychelles, India, Sri Lanka, Giava, Filippine, isole Ogasawara, arcipelago di Bismarck, Figi, Kiribati, Nauru, Niue, Samoa, Tonga, isole Marchesi, isole della Società, Micronesia e Hawaii.